# Apechoneura pictiventris
Apechoneura pictiventris är en stekelart som beskrevs av Alexander Mocsáry 1905.
Apechoneura pictiventris ingår i släktet Apechoneura och familjen brokparasitsteklar. Inga underarter finns listade i Catalogue of Life.